# Réceformák

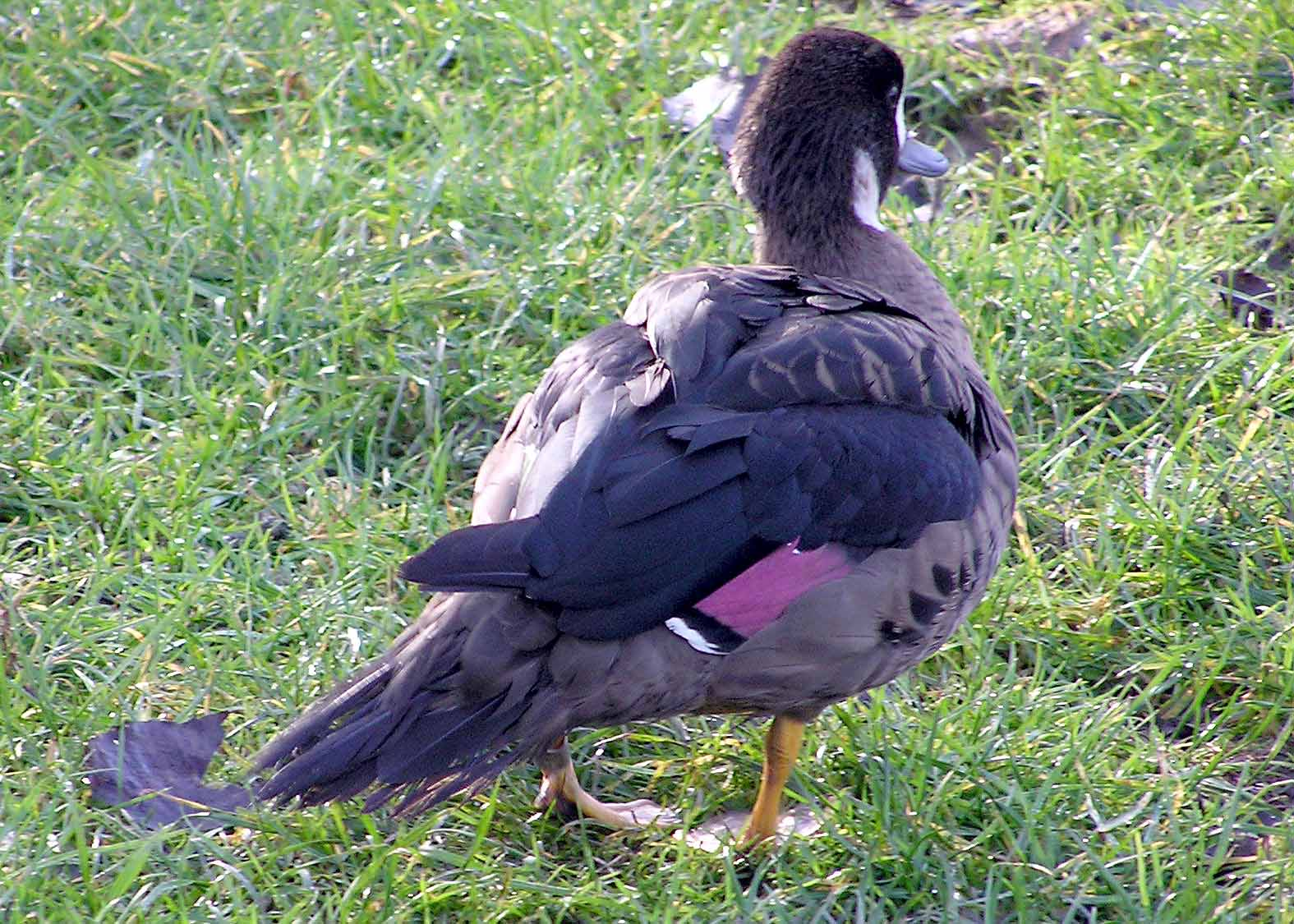
Szemüveges réce (Speculanas specularis)

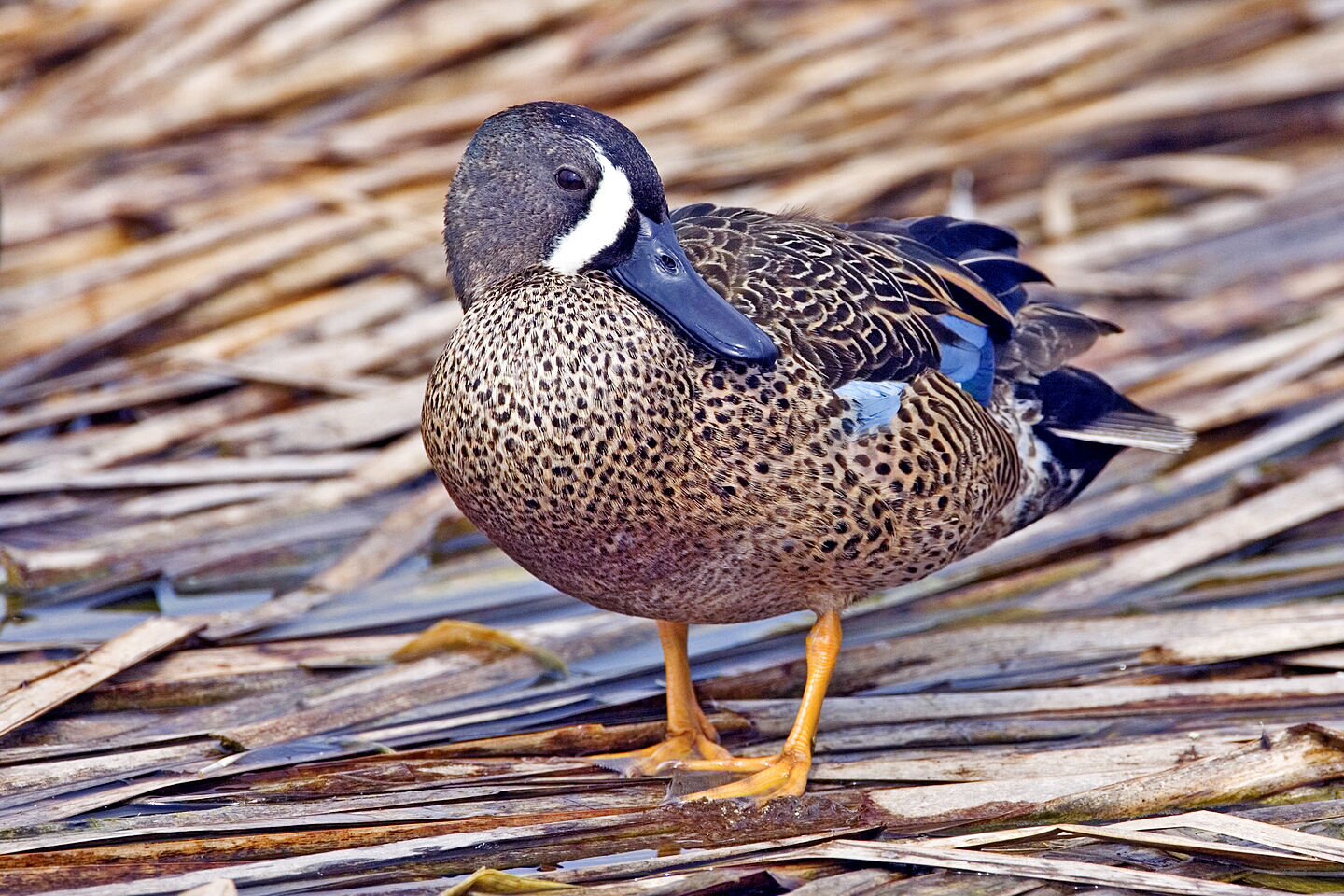
Kékszárnyú réce (Anas discors)

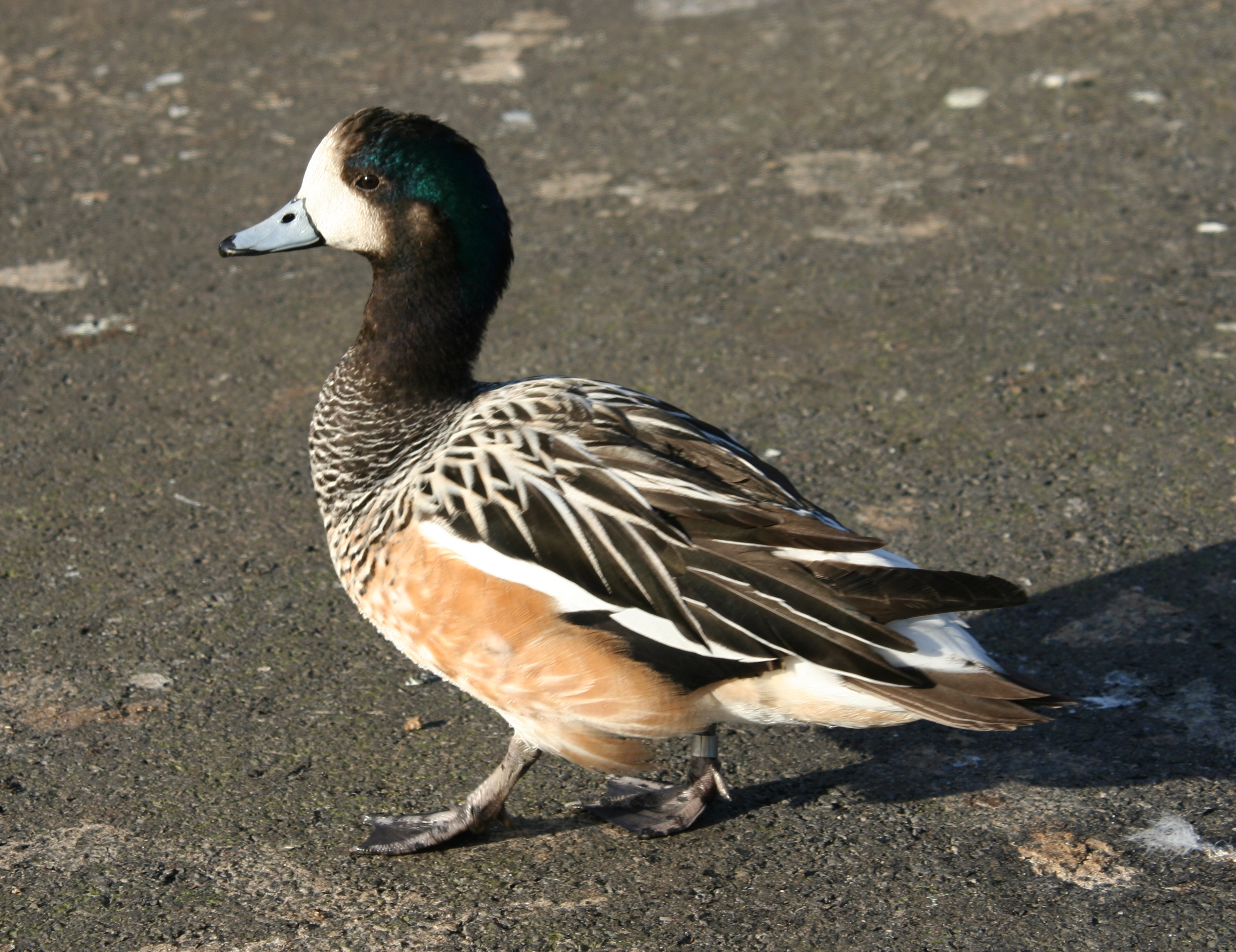
Chilei fütyülőréce (Anas sibilatrix)

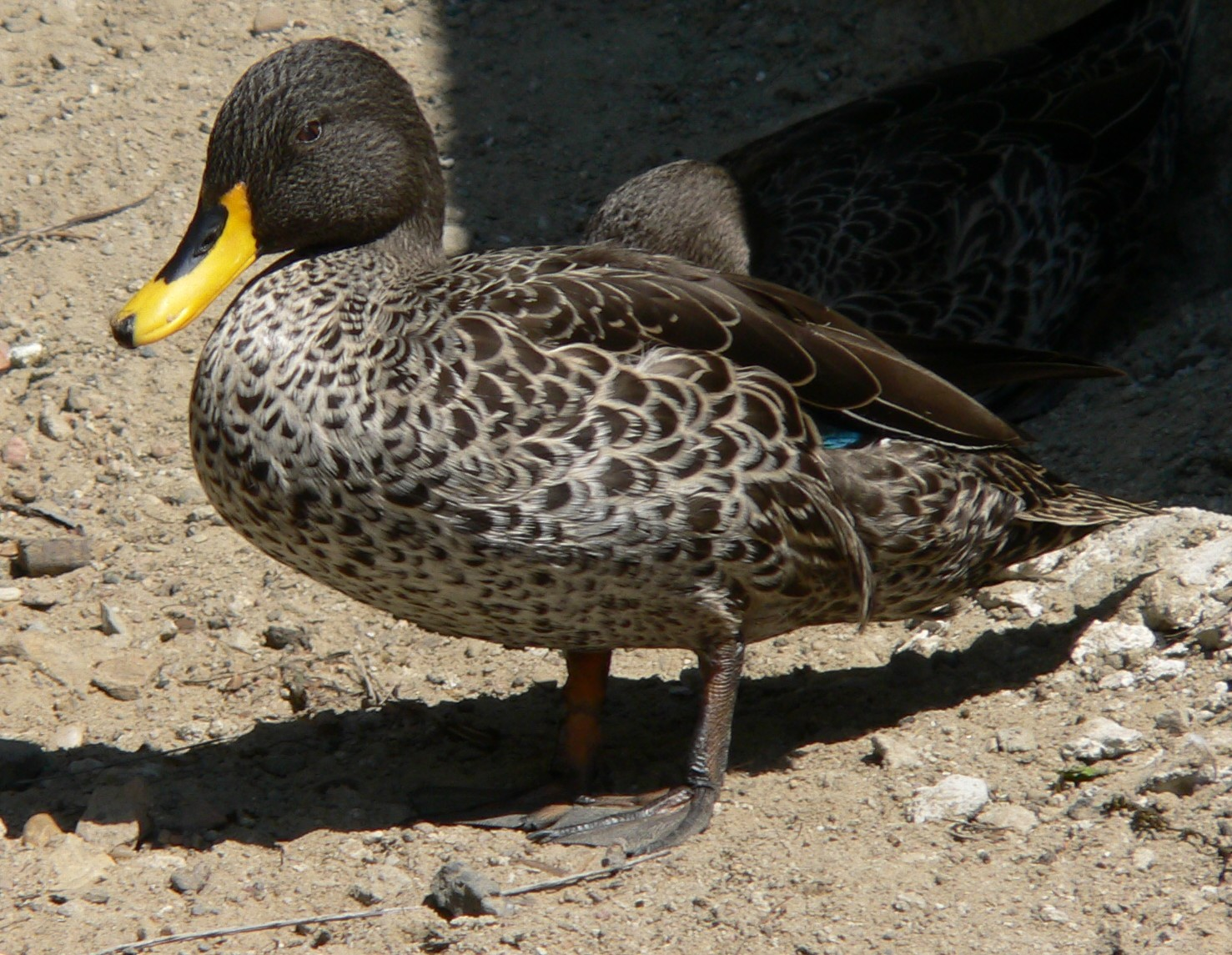
Sárgacsőrű réce (Anas undulata)

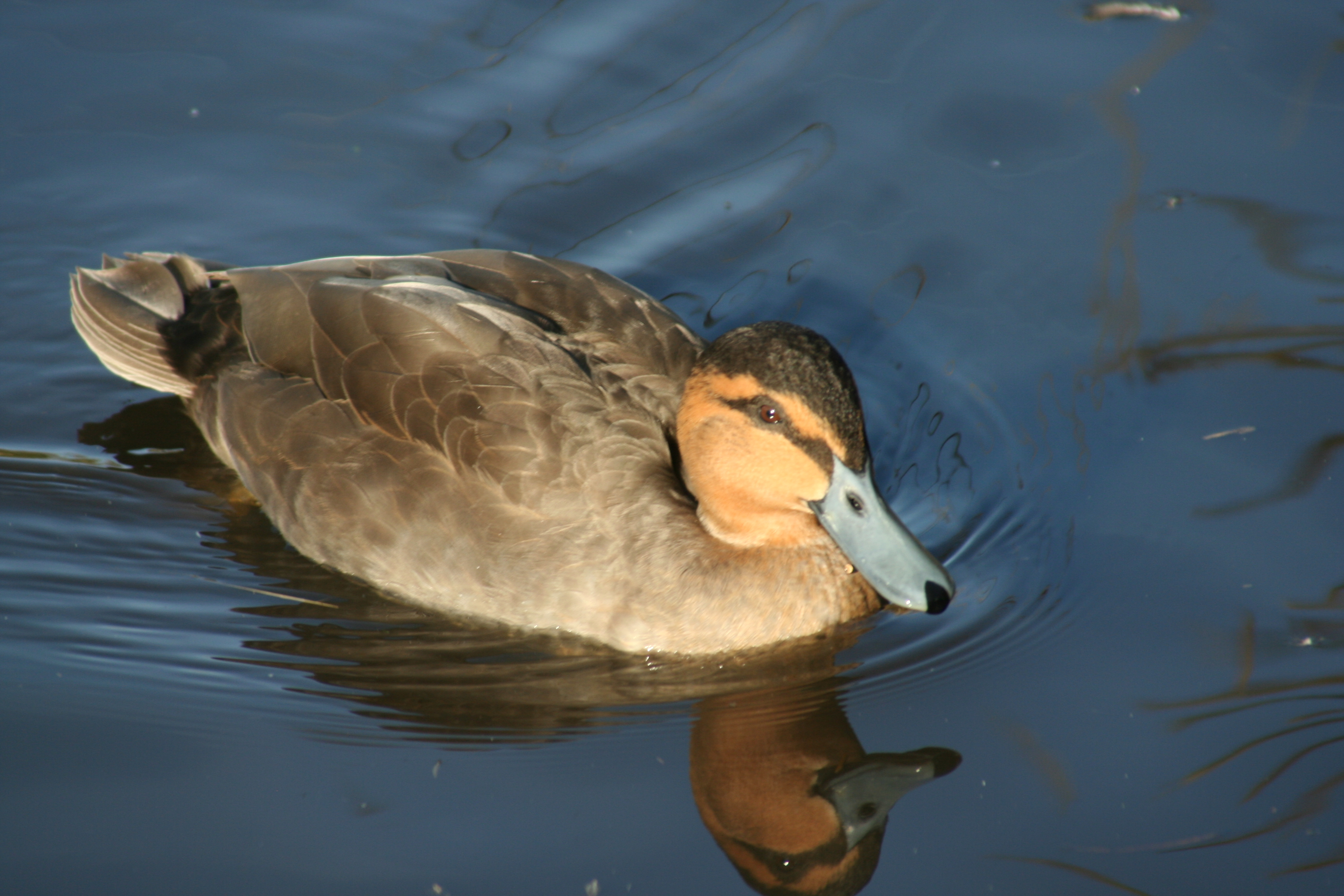
Fülöp-szigeteki réce (Anas luzonica)

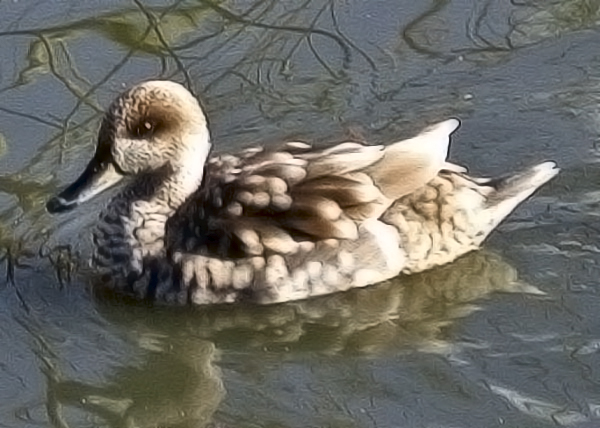
Márványos réce (Marmaronetta angustirostris)

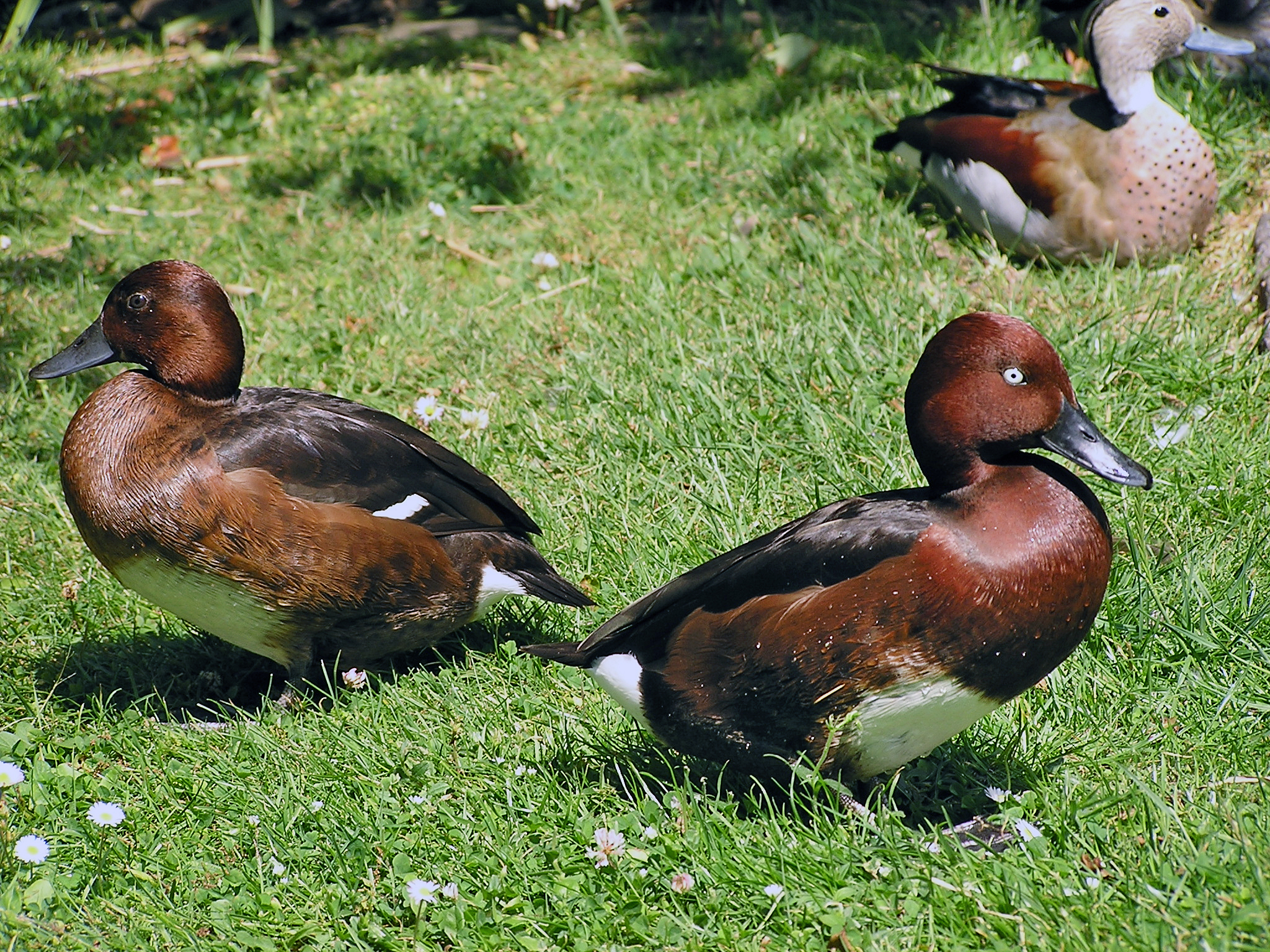
Cigányréce (Aythya nyroca)

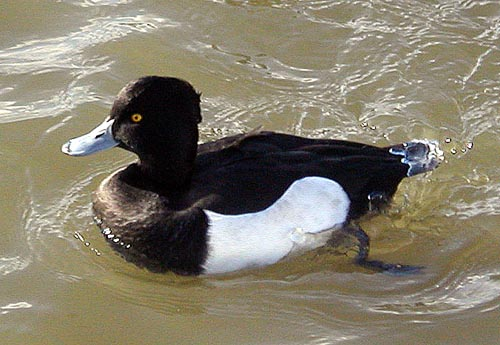
Kontyos réce (Aythya fuligula)

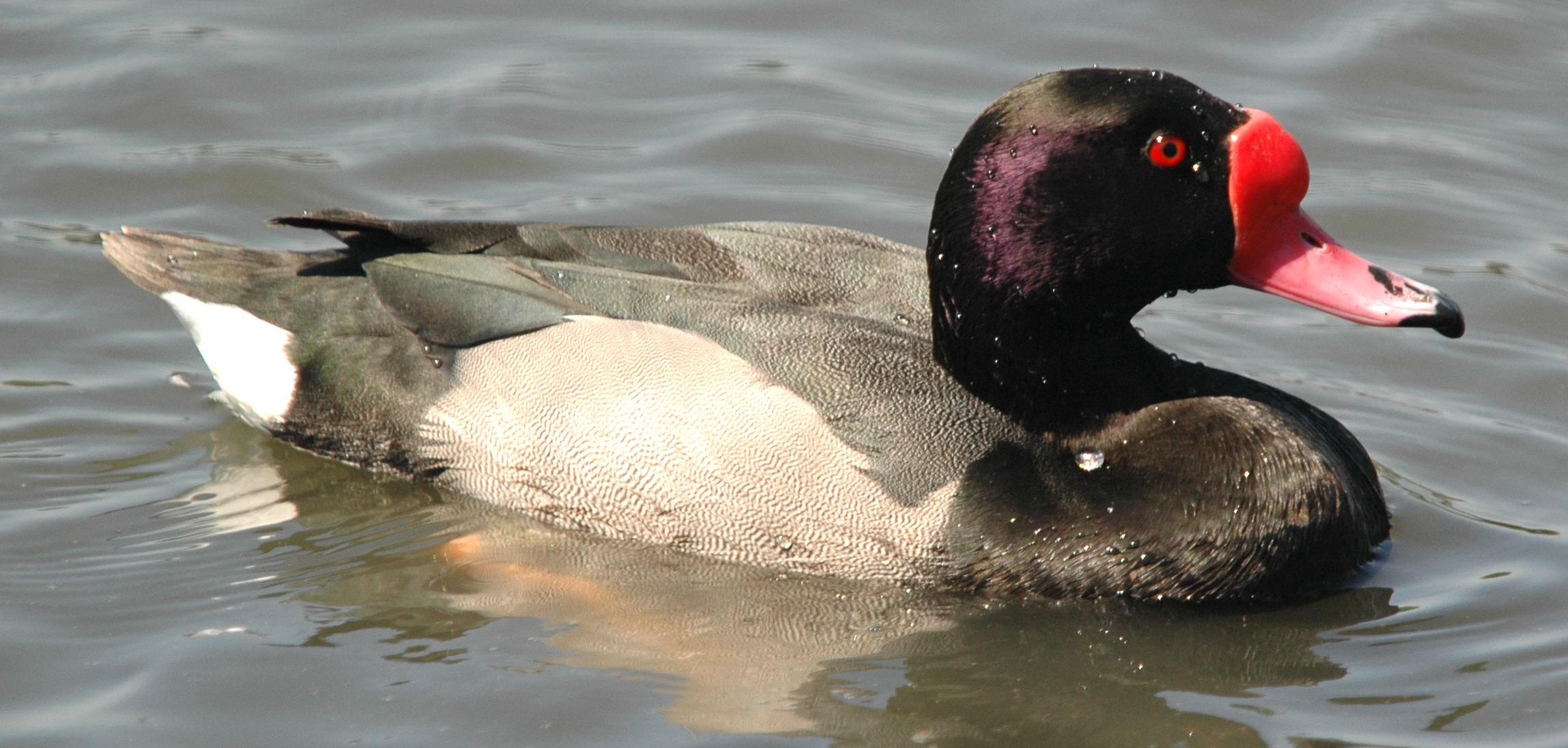
Peposaca réce (Netta peposaca)

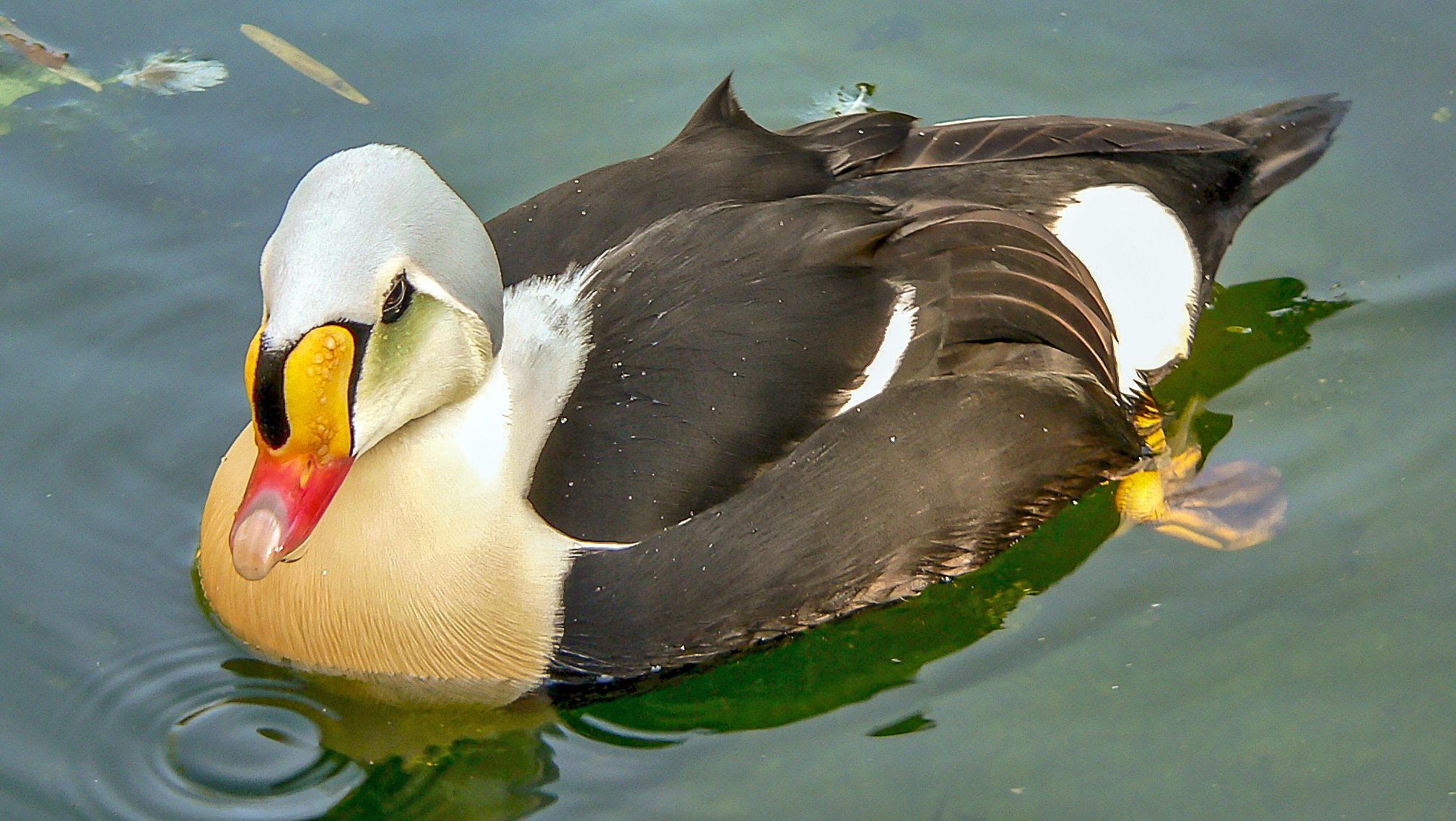
Cifra pehelyréce (Somateria spectabilis)

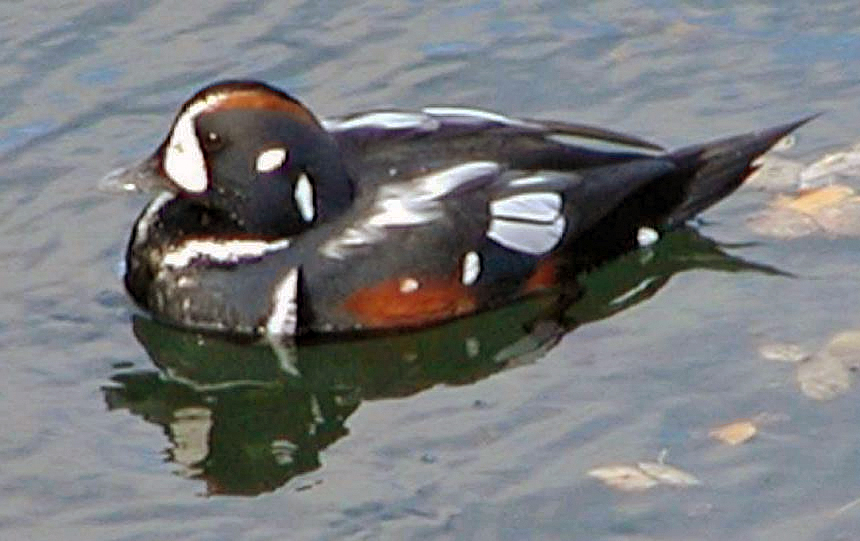
Tarka réce (Histrionicus histrionicus)

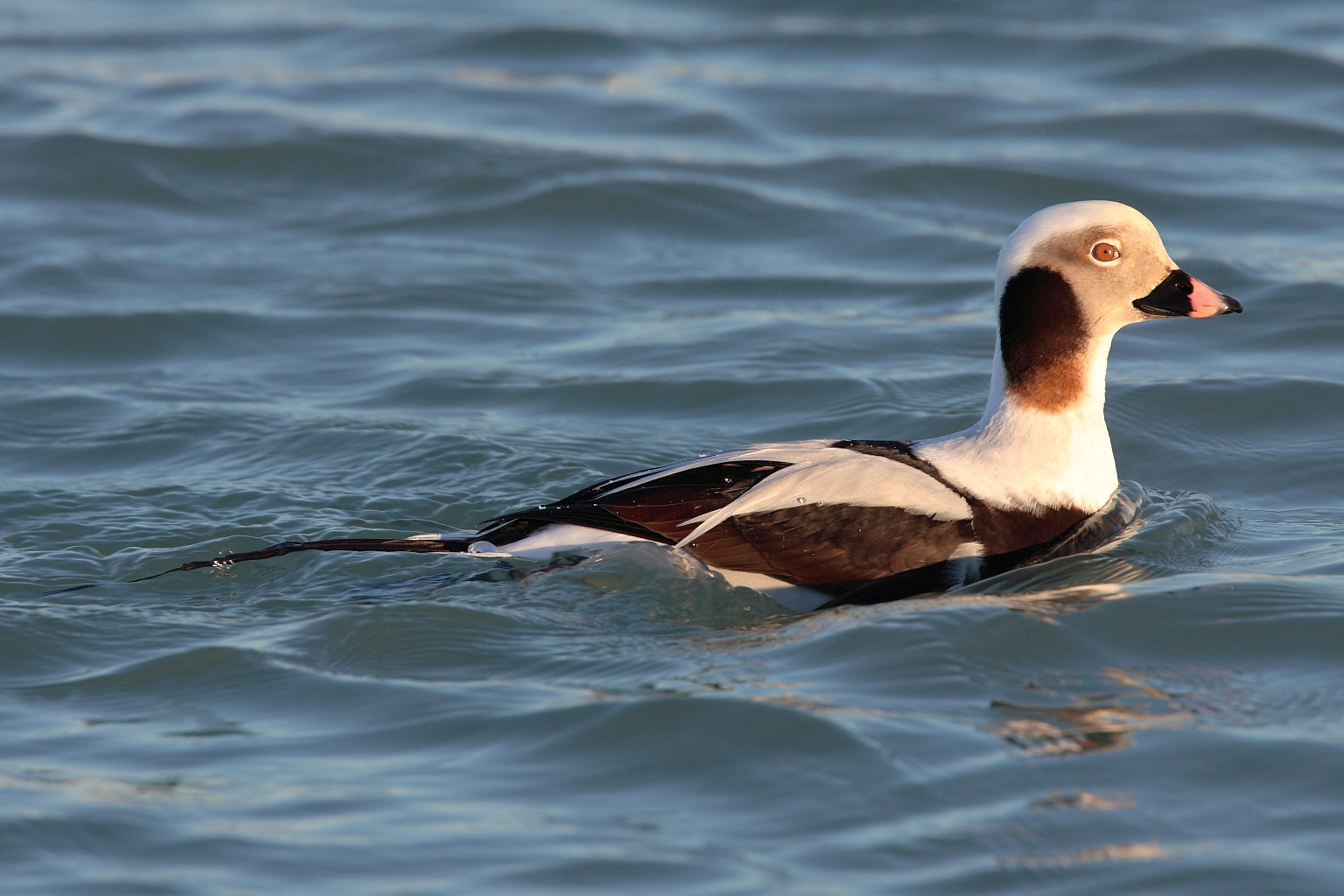
Jegesréce (Clangula hyemalis)

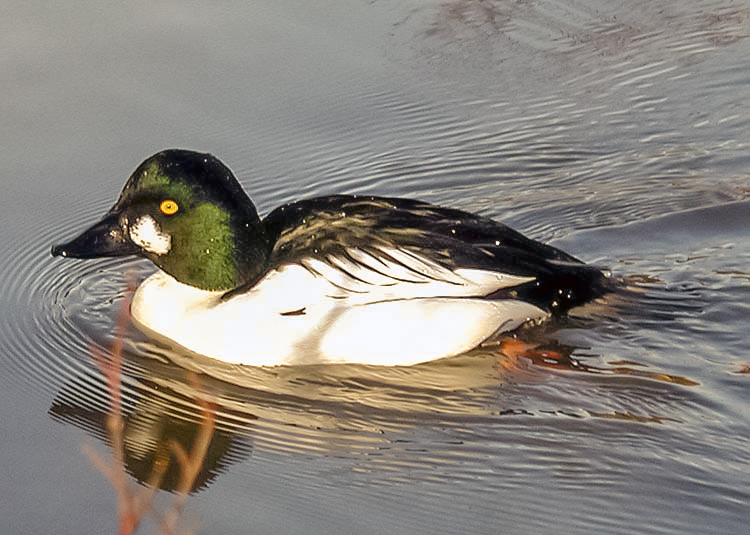
Kerceréce (Bucephala clangula)

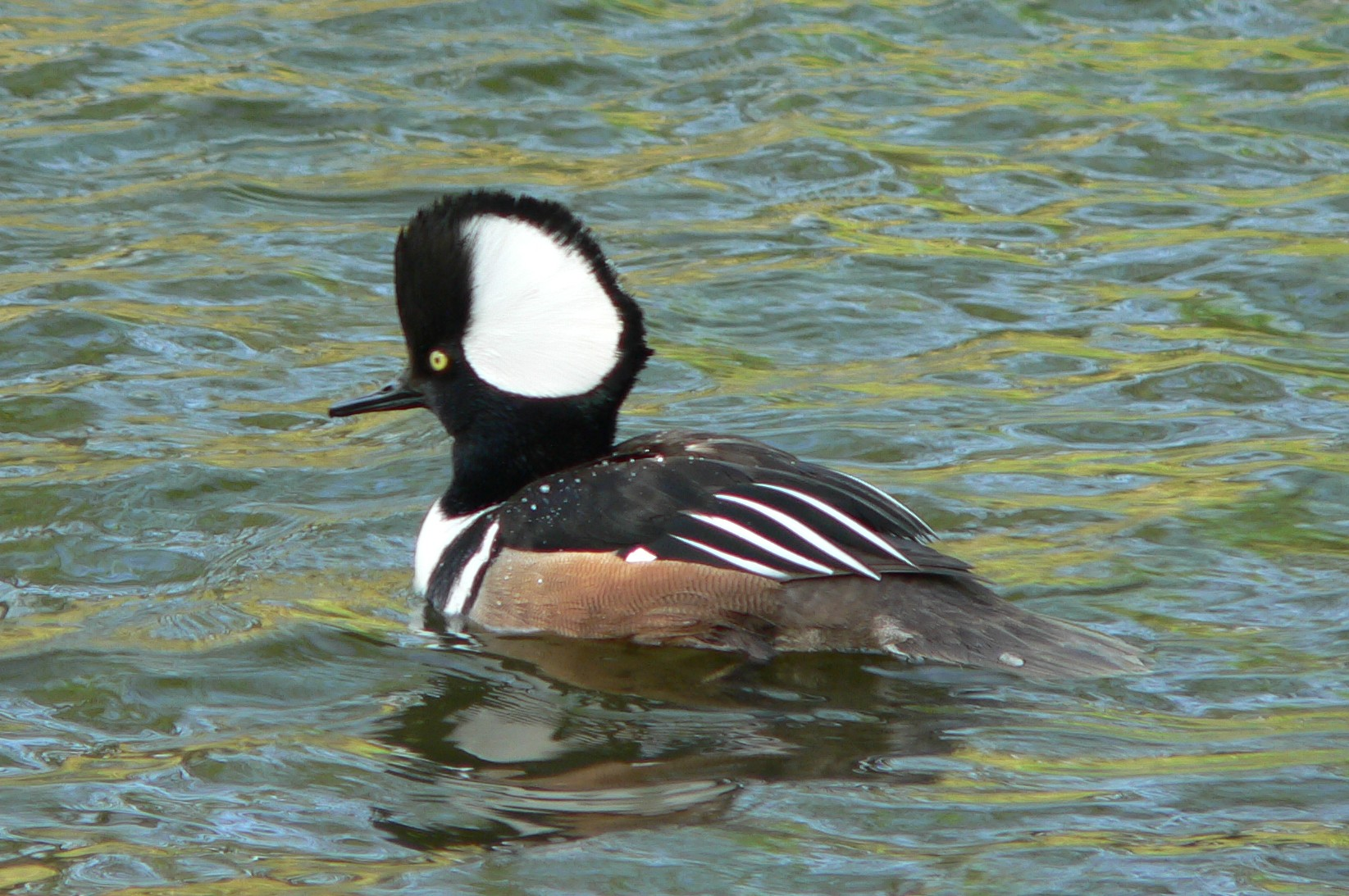
Bóbitás bukó (Lophodytes cucullatus)

A réceformák (Anatinae) a madarak osztályának lúdalakúak (Anseriformes) rendjébe récefélék (Anatidae) családja tartozó alcsalád.

## Rendszerezés
A alcsaládba az alábbi nemzetségek, nemek és fajok tartoznak.

### Lapátcsőrű récék
A lapátcsőrű récék (Malacorhynchini) nemzetségébe 2 nem és  2 faj tartozik
- Malacorhynchus  (Swainson, 1831 – lapátcsőrű récék, 1 faj
  - lapátcsőrű réce (Malacorhynchus membranaceus)

- Salvadorina  (Rothschild & Hartert, 1894) – salvadori récék, 1 faj 
  - Salvadori-réce (Salvadorina waigiuensis)

### Fényrécék
A fényrécék (Cairini) nemzetségébe 7 nem és  11 faj tartozik
- Aix  (Boie, 1828) – díszrécék, 2 faj
  - karolinai réce vagy kisasszonyréce (Aix sponsa)
  - mandarinréce (Aix galericulata)

- Pteronetta  (Salvadori, 1895) – kongói récék, 1 faj
  - kongói réce (Pteronetta hartlaubii)

- Cairina  (Fleming, 1822) – pézsmarécék, 1 faj
  - pézsmaréce (Cairina moschata)

- Asarcornis (Salvadori, 1895) 1 faj
  - dzsungelréce (Asarcornis scutulata)

- Chenonetta  (Brandt, 1836) – sörényes ludak, 1 élő és 1 régen kihalt faj
  - sörényes lúd (Chenonetta jubata)
  - Finschs-réce (Chenonetta finschi) - kihalt faj

- Nettapus  (Brandt, 1836) – törpeludak, 3 faj
  - afrikai törpelúd vagy bantu törpelúd (Nettapus auritus)
  - örvös törpelúd (Nettapus coromandelianus)
  - kendermagos törpelúd (Nettapus pulchellus)

- Callonetta  (Delacour, 1936) – vörösvállú récék, 1 faj.
  - vörösvállú réce (Callonetta leucophrys)

### Úszórécék
Az úszórécék (Anatini) nemzetségébe 4 nem és  49 faj tartozik
- Chendytes (Miller, 1925) – régen kihalt fajok
  - (Chendytes lawi)
  - (Chendytes milleri)

- Spatula (Boie, F. 1822) - 10 faj 
  - böjti réce (Spatula querquedula)
  - hottentotta réce (Spatula hottentota)
  - ezüstréce (Spatula versicolor)
  - ezüstcsőrű réce (Spatula puna)
  - kékszárnyú réce (Spatula discors)
  - fahéjszínű réce (Spatula cyanoptera)
  - fokföldi kanalasréce (Spatula smithii)
  - argentin kanalasréce (Spatula platalea)
  - ausztráliai kanalasréce (Spatula rhynchotis)
  - kanalas réce (Spatula clypeata)

- Mareca (Stephens, 1824) – fütyülő récék, 5 élő és 1 régen kihalt faj
  - fütyülő réce (Mareca penelope)
  - álarcos réce (Mareca americana)
  - chilei fütyülőréce (Mareca sibilatrix)
  - amszterdam-szigeti réce (Mareca marecula)
  - kendermagos réce (Mareca strepera)
  - sarlós réce (Mareca falcata)

- Lophonetta (Riley, 1914) – copfos récék, 1 faj
  - copfos réce (Lophonetta specularioides)

- Speculanas (von Boetticher, 1929 – szemüveges récék, 1 faj
  - szemüveges réce (Speculanas specularis)

- Amazonetta (Boetticher, 1929) – amazonasi récék, 1 faj
  - amazonasi réce (Amazonetta brasiliensis)

- Sibirionetta (Boetticher, 1929) – cifra réce, 1 faj
  - cifra réce (Sibirionetta formosa)

- Anas (Linnaeus, 1758) – úszórécék, 30 faj
  - nyílfarkú réce (Anas acuta)
  - Kerguelen-szigeteki nyílfarkúréce (Anas eatoni)
  - déli-georgiai nyílfarkúréce (Anas georgica)
  - Bahama-réce (Anas bahamensis)
  - piroscsőrű réce (Anas erythrorhyncha)
  - bantu réce (Anas capensis)
  - Bernier-réce (Anas bernieri)
  - mauritiusi réce (Anas theodori) – kihalt
  - fehértorkú réce (Anas gibberifrons)
  - szürke réce (Anas gracilis)
  - gesztenyebarna réce (Anas castanea)
  - csörgő réce (Anas crecca)
    - zöldszárnyú réce (Anas crecca caroilensis) alfaj

  - dél-amerikai csörgő réce (Anas flavirostris)
  - maori réce (Anas aucklandica)
  - Campbell-réce (Anas nesiotis)
  - Anas chlorotis, lehet hogy alfaj Anas aucklandica chlorotis
  - afrikai fekete réce (Anas sparsa)
  - sárgacsőrű réce (Anas undulata)
  - madagaszkári réce (Anas melleri)
  - kormos réce (Anas rubripes)
  - floridai réce (Anas fulvigula)
  - mexikói réce (Anas diazi)
  - Mariana-szigeteki réce (Anas oustaleti)
  - laysani réce (Anas laysanensis)
  - hawaii réce (Anas wyvilliana)
  - Fülöp-szigeteki réce (Anas luzonica)
  - szemöldökös réce (Anas superciliosa)
  - tőkés réce vagy vadkacsa (Anas platyrhynchos)
    - házi kacsa (Anas platyrhynchos domestica) alfaj

  - foltoscsőrű réce (Anas poecilorhyncha)

- Marmaronetta (Reichenbach, 1853) – márványos récék, 1 faj
  - márványos réce (Marmaronetta angustirostris)

### Bukórécék
A bukórécék (Aythyini) nemzetségébe 2 nem és  16 faj tartozik
- Aythya (Boie, 1822) – bukórécék, 12 faj
  - amerikai barátréce (Aythya americana)
  - barátréce (Aythya ferina)
  - búbos réce (Aythya affinis)
  - cigányréce (Aythya nyroca)
  - hegyi réce (Aythya marila)
  - kontyos réce (Aythya fuligula)
  - madagaszkári cigányréce (Aythya innotata)
  - örvös réce (Aythya collaris)
  - rókafejű réce (Aythya valisineria)
  - ausztrál cigányréce (Aythya australis)
  - maori cigányréce (Aythya novaeseelandiae)
  - mandzsu réce (Aythya baeri)

- Netta  (Kaup, 1829) – üstökös récék, 4 faj
  - pirosszemű réce (Netta erythrophthalma)
  - Peposaca réce (Netta peposaca)
  - üstökösréce (Netta rufina)
  - rózsásfejű réce (Netta caryophyllacea, régebben Rhodonessa caryophyllacea) – kihalt

### Pehelyrécék
A pehelyrécék (Somaterini) nemzetségébe 2 nem és  4 faj tartozik
- Polysticta  (Eyton, 1836) – kis pehelyrécék, 1 faj.
  - Steller-pehelyréce (Polysticta stelleri)
- Somateria  (Leach, 1819) – valódi pehelyrécék, 3 faj.
  - pehelyréce (Somateria mollissima)
  - cifra pehelyréce (Somateria spectabilis)
  - pápaszemes pehelyréce (Somateria fischeri)

### Tengeri récék és bukók
A tengeri récék és bukók (Mergini) nemzetségébe 8 nem és  13 faj tartozik
- Histrionicus  (Lesson, 1828) – tarka récék, 1 faj
  - tarka réce vagy harlekinréce (Histrionicus histrionicus)

- Camptorhynchus  (Bonaparte, 1838) – Labradori récék, 1 faj – kihalt
  - labradori réce (Camptorhynchus labradorius) – kihalt

- Melanitta  (Boie, 1822) – tengeri récék, 3 faj.
  - fekete réce (Melanitta nigra)
    - Melanitta nigra americana alfaj

  - füstös réce (Melanitta fusca)
    - Melanitta fusca deglandi alfaj

  - pápaszemes réce (Melanitta perspicillata)

- Clangula  (Leach, 1819) – jeges récék, 1 faj
  - jegesréce (Clangula hyemalis)

- Bucephala  (Baird, 1858) – kercerécék, 3 faj
  - kerceréce (Bucephala clangula)
  - izlandi kerceréce (Bucephala islandica)
  - fehérfejű kerceréce (Bucephala albeola)

- Mergellus  (Selby, 1840) – kis bukók, 1 faj
  - kis bukó (Mergellus albellus vagy Mergus albellus)

- Lophodytes  (Reichenbach, 1853) – bóbitás bukók, 1 faj
  - bóbitás bukó (Lophodytes cucullatus vagy Mergus cucullatus)

- Mergus  (Linnaeus, 1758) – valódi bukók, 5 faj
  - nagy bukó (Mergus merganser)
  - örvös bukó (Mergus serrator)
  - auckland-szigeteki bukó (Mergus australis) – kihalt
  - füstös bukó (Mergus octosetaceus)
  - csuklyás bukó (Mergus squamatus)